# El Chañar
El Chañar è una città dell'Argentina, appartenente alla provincia di Tucumán, nel dipartimento di Burruyacú, situata nel nord-est della provincia.